# I bitwa o Faludżę
Pierwsza bitwa o Faludżę (kryptonim ang. Vigilant Resolve) – walka o kontrolę nad miastem Faludża między siłami amerykańskimi a sunnickimi rebeliantami i islamistami Al-Kaidy podczas stabilizacji Iraku. Bitwę w sunnickim bastionie toczono w dniach 4 kwietnia – 1 maja 2004 roku i zakończyły się zwycięstwem rebeliantów.

## Tło
Faludża była jednym z najbardziej religijnych i tradycyjnych miast irackich. Wielu mieszkańców miasta było zatrudnionych w policji oraz w wojsku.
Po upadku partii Baas w Iraku włodarzem miasta został Taha Bidaywi Hamed, wybrany 30 kwietnia 2003.
Podczas inwazji na Irak miasto było sporadycznie ostrzeliwane. 700 żołnierzy USA wkroczyło do niego 23 kwietnia 2003. Wieczorem 28 kwietnia tłum ok. 200 osób zebrał się pod szkołą al-Qa’id  zajętą przez Amerykanów, domagając się tego, by Amerykanie opuścili budynek. Czterech żołnierzy w celu rozproszenia zgromadzenia, użyło gazu łzawiącego, a następnie otworzyli ogień. Zginęło 17, a rannych zostało 70 protestujących. Według żołnierzy ostrzał trwał 30–60 sekund, jednak Human Rights Watch doniosła, że nawet 10 minut. Dwa dni później na znak protestu z siedziby partii Baas został wyprowadzony ogień, w wyniku którego poległo trzech żołnierzy.
W czerwcu 2003 siły amerykańskie rozpoczęły konfiskatę motocykli od mieszkańców, twierdząc, że były wykorzystywane do ataków na amerykańskich żołnierzy.
30 czerwca doszło do eksplozji w meczecie, w wyniku której zginął imam Sheikh Laith Khalil oraz ośmiu wiernych. Lokalni mieszkańcy o atak oskarżyli okupantów, natomiast armia amerykańska twierdziła, że zamach przeprowadził zamachowiec-samobójca.
12 lutego 2004 rebelianci zaatakowali konwój wojsk USA przejeżdżający przez Faludżę.
Jedenaście dni później terroryści dokonali ataku na trzy komisariaty, budynek urzędu burmistrza oraz siedzibę obrony cywilnej. Co najmniej 17 policjantów zostało zabitych, odnotowano też 87 zbiegów z cel. W tym czasie amerykańska 82. Dywizja Powietrznodesantowa dokonywała uderzeń odwetowych w Faludży.
W marcu 2004 odpowiedzialność za prowincję Al-Anbar przekazano amerykańskiemu „Marine Expeditonary Force”. Na początku marca 2004 Faludża w znacznej części była kontrolowana przez grupy partyzanckie. Wzrost przemocy wobec Amerykanów, doprowadził do całkowitego wycofania wojsk z miasta. Pozostały jedynie dwa patrole wokół placów Kusaja i Udaja Husajna.

### Zabójstwo pracowników Blackwater
31 marca 2004 roku na ulicach Faludży w Iraku, rebelianci zaatakowali za pomocą karabinów maszynowych i granatów dwa jeepy firmy ochroniarskiej Blackwater Worldwide przewożące jedzenie dla firmy ESS. Zginęło 4 pracowników – Scott Helvenston, Jerko Zovko, Wesley Batalona i Michael Teague, a ich ciała zostały podpalone i powieszone na moście nad Eufratem. Zdjęcia agencji prasowych przedstawiające zbezczeszczone zwłoki wywołały ogromne oburzenie w USA.
Zabójstwo pracowników Blackwater było bezpośrednią przyczyną szturmu wojska amerykańskiego na Faludżę. 1 kwietnia 2004 gen. bryg. Mark Kimmitt, obiecał zdecydowaną odpowiedź za śmierć Amerykanów.

## Bitwa
3 kwietnia 2004 1st Marine Expeditionary Force na polecenie Joint Task Force podjął pierwsze działania zaczepne. Nakaz został wykonany wbrew dowódcy marines, który chciał uderzyć w grupę osób odpowiedzialnych za śmierć ochroniarzy.
W nocy z 3 na 4 kwietnia miasto otoczyło ok. 2000 żołnierzy, a przed ich wejściem, terytorium sunnickiego bastionu było bombardowane sporadycznie, ale przez cała noc. W walkach udział wzięli snajperzy z polskiej jednostki specjalnej GROM. Zniszczone zostały co najmniej 4 budynki.
Rano 5 kwietnia żołnierze zastawili blokady dróg prowadzących do Faludży, na których ustawiono kolczatki. W radiu były wysyłane komunikaty i rozdawano ulotki wzywające mieszkańców do pozostania w domach oraz pomocy amerykańskim wojskowym w identyfikowaniu rebeliantów odpowiedzialnych za śmierć pracowników Blackwater.

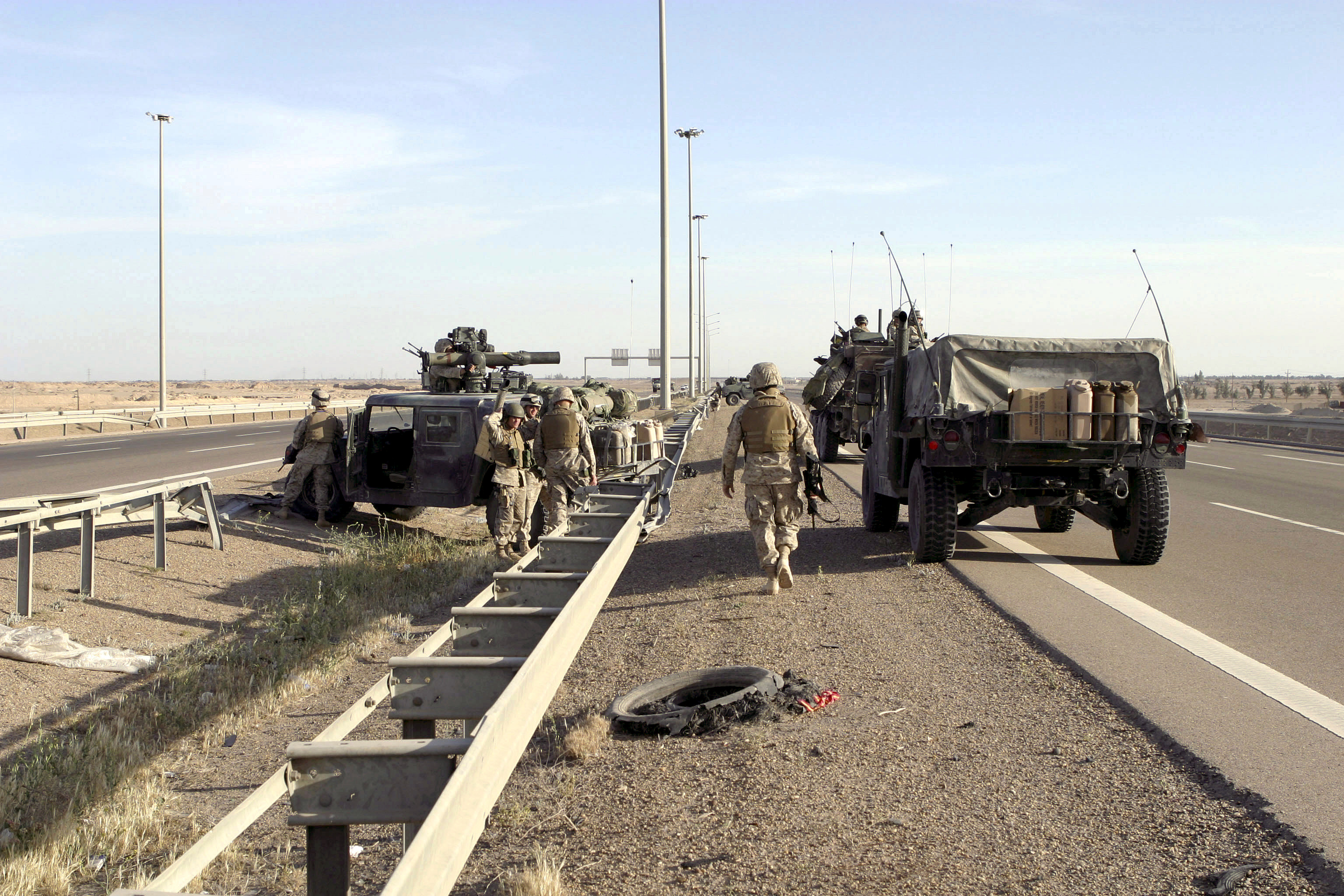
Blokada drogi prowadzącej do Faludży w kwietniu 2004

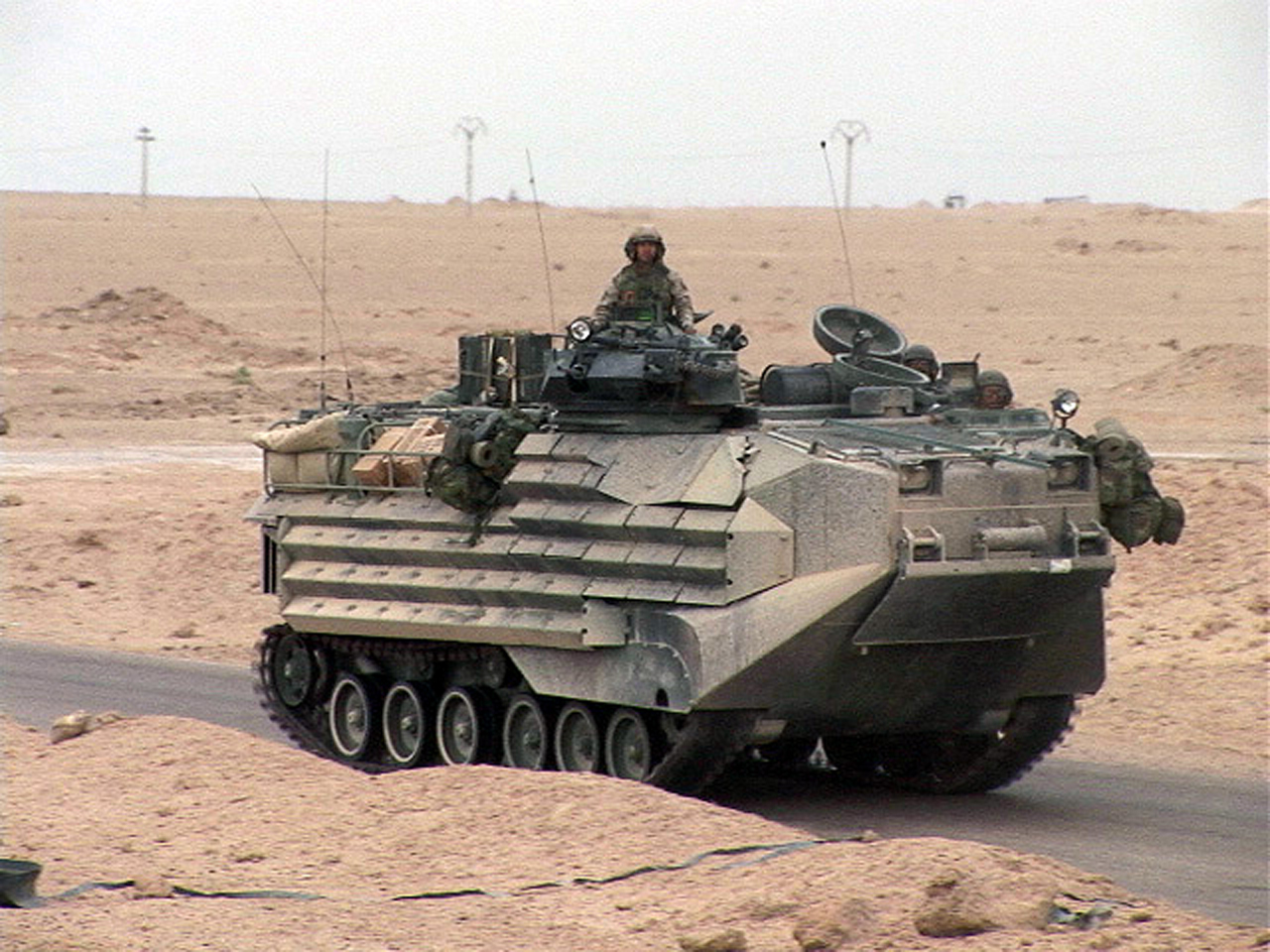
Żołnierz poruszający się w pojeździe opancerzonym

Ocenia się, że do walk przystąpiło 12–24 odrębnych grup rebelianckich uzbrojonych w granatniki RPG, karabiny maszynowe, moździerze oraz broń przeciwpancerną, częściowo dozbrajaną przez skorumpowaną iracką policję. 6 kwietnia 2004 pojawił się w wojskowych źródłach komunikat, przekazujący że marines nie może podjąć próby kontroli w centrum. Stwierdzono wówczas, że 1/3 mieszkańców opuściło miasto w obawie przed walkami.
Podczas oblężenia zamknięto dwa główne szpitale, które jednak wznowiły swoją pracę po jednostronnym rozejmie ogłoszonym przez Amerykanów 9 kwietnia 2004.
W czasie ataku na Faludżę w centralnym Iraku uaktywniły się ruchy rebelianckie. Wzdłuż dolnego Eufratu pojawiła się szyicka Armia Mahdiego, natomiast w Ramadi pojawił się opór ze strony sunnitów. Po trzech dniach walk w Faludży, wojsko USA przejęło kontrolę nad 25% powierzchni miasta, a powstańcy stracili kilka kluczowych pozycji obronnych.
W południe 9 kwietnia pod naciskiem Rady Zarządzającej, Paul Bremer zapowiedział, że wojska amerykańskie zastosowały jednostronne zawieszenie broni, twierdząc, że chcą ułatwić negocjacje z rebeliantami, a także dostarczyć pomoc humanitarną dla cywilów. Wówczas w mieście zakończyły się gwałtowne walki. Niektóre amerykańskie oddziały wykorzystywały opuszczone domy przez cywilów jako bunkry, to samo czynili bojownicy. Choć setki bojowników zostało zabitych w szturmie, to miasto nadal pozostawało pod ich kontrolą. Amerykańska armia kontrolowała jedynie południową przemysłową dzielnicę Faludży. Zakończenie głównych działań militarnych wraz z wprowadzeniem rozejmu nie doprowadziło do oczekiwanych negocjacji pomiędzy stronami konfliktu.
13 kwietnia marines dokonali ataku na powstańców zgromadzonych w meczecie. W wyniku bombardowania z powietrza, towarzyszącemu uderzeniu lądowemu, meczet został zniszczony, co wywołało publiczne oburzenie. Dwa dni później amerykański F-16 zrzucił bombę ważącą 920 kg w północnym sektorze Faludży.
W czasie zawieszenia broni wydawało się, że jest wdrażany plan współpracy USA z nowymi siłami irackimi. Z czasem układ ten uległ pogorszeniu, Faludża pozostała największym bastionem irackich powstańców. W kolejnych miesiącach w skład sunnickich bojówek wchodziły członkowie posaddamowskiej partii Baas oraz watażkowie powiązani z działalnością przestępczą i radykalnymi grupami Wahhabi.
27 kwietnia rebelianci zaatakowali pozycje USA, zmuszając Amerykanów do skorzystania ze wsparcia lotniczego.
1 maja 2004 oddziały USA wycofały się z Faludży, po decyzji generała Jamesa Conwaya, który ogłosił powrót do formułowania irackiej Brygady Faludży – jednostki milicyjnej mającej strzec bezpieczeństwa w Faludży. Brygady były wyposażone w broń USA. Formacja ta miała być pierwotnie kierowana przez Jasima Mohammeda Saleha. Jednakże Saleh był dowódcą zbrojnego skrzydła saddamowskiej Partii Baas i prowadził działania wojskowe przeciwko szyitom w czasach dyktatury Husajna. W wyniku tego dowódcą brygad został gen. Muhammed Latif. Jednakże Brygady sponsorowane przez Amerykanów, wkrótce przeszły na stronę rebeliantów. Konieczna wówczas była kolejna interwencja w Faludży, która miała miejsce już w listopadzie 2004.
W okresie między bitwami, siły amerykańskie zdołały utrzymać obecność jednostek FOB Volturno w odległości kilku kilometrów od granic miasta.

## Skutki
Bitwa o Faludżę była do czasu jej rozpoczęcia największym starciem w Iraku od czasu ogłoszenia planu stabilizacji kraju. Był to też punkt zwrotny w postrzeganiu opinii publicznej tła konfliktu. Od tego momentu iraccy rebelianci powiązani z Al-Kaidą, byli zamiast zwolenników Saddama postrzegani za przeciwników Amerykanów.
Ważnym wnioskiem, jaki musieli wyciągnąć amerykańscy stratedzy, była sprawa finansowania regionalnych milicji, co w przypadku Faludży zakończyło się katastrofą. Amerykańscy stratedzy w jednym z pism oświadczyli, że Bitwa o Faludżę nie była porażką, ale nie można sobie pozwolić na więcej takich zwycięstw.
Przebieg bitwy zwrócił uwagę na Abu Musaba al-Zarkawiego, przywódcę Al-Kaidy w Iraku. Al-Zarkawi dokonał osobiście 9 maja 2004 egzekucji amerykańskiego biznesmena, Nicka Berga, która wstrząsnęła amerykańskim społeczeństwem. W czasie bitwy w Iraku uprowadzono pięciu Amerykanów – wszystkich 9 kwietnia 2004. Oprócz Berga, porwano Williama Bradleya, Keitha Matthew Maupina, Timothy’ego Bella oraz Thomasa Hamilla. Wszystkich zamordowano oprócz Hamilla, który uciekł porywaczom. Były to osobne porwania, jedynie Bradley, Maupin i Bell byli przetrzymywani razem. Data ich egzekucji nie jest jasna, ich ciała odnajdywano po kilku latach. Wprowadzone zostało też pojęcie sunnickiego trójkąta oporu, którego przełamanie mogło być kluczem do sukcesu Amerykanów.
Bitwa kosztowała życie 27 amerykańskich żołnierzy i setek Irakijczyków, 616 cywilów i 184 rebeliantów. Wielu zabitych Irakijczyków zostało pogrzebanych na miejscowym stadionie piłkarskim, który został nazwany cmentarzem męczenników.
Media i niezależne raporty zarzucały Amerykanom stosowanie białego fosforu i napalmu podczas bitew o Faludżę. Dowództwo odpierało te zarzuty, przyznając, że te substancje zostały użyte w wojnie rok wcześniej. Sprawa domniemanego stosowała białego fosforu była tak głośna (szczególnie po II bitwie o Faludżę), że w magazynie Field Artillery w artykule zatytułowanym z 2005 The Fight for Fallujah, jeden z żołnierzy przyznał, iż praktyka mieszania białego fosforu z amunicją w jednostce artylerii była powszechna. Było to robione głównie dla osiągnięcia celów psychologicznych. Wojskowy, komentując tamte wydarzenia, przyznał, że nie było to szczególnie skuteczne. BBC sugerowało po analizie innych raportów, że praktyka mieszania białego fosforu z amunicją w amerykańskich jednostkach artylerii była powszechna, nie przestrzegając jednocześnie prawa międzynarodowego. Ponadto podczas operacji naruszona została przez Amerykanów IV Konwencja Genewska, poprzez wykorzystanie amunicji i niesterowanych pocisków na terenach zasiedlanych przez skupiska ludności cywilnej.

## Siły sprzymierzonych
- 1 Dywizja Piechoty Morskiej
  - 1st Battalion 5th Marines
  - 2nd Battalion 1st Marines
  - 2nd Battalion 2nd Marines
  - 3rd Battalion 4th Marines
  - 2nd Battalion 7th Marines
  - 3rd Battalion 24th Marines
  - 1st Tank Battalion
  - 1st Light Armored Reconnaissance Battalion
  - 2nd Light Armored Reconnaissance Battalion
  - 1st Reconnaissance Battalion
  - 1st Combat Engineer Battalion
  - 2nd Combat Engineer Battalion
  - 3rd Assault Amphibian Battalion
  - 21st Military Police Company
- 1 Dywizja Piechoty
  - 1st Battalion, 16th Infantry
- 5th Special Forces Group
  - Delta Force
- 10 Dywizja Górska
  - 1st Battalion 32nd Infantry
- HMM-161
- HMLA-775
- HMLA-167
- VFA-131
- Combat Service Support Battalion 1
- 505th Iraqi Civil Defense Corps (ICDC)
- 30th Iraqi Commando Battalion, Iraqi Special Operations Brigade
- Iraqi National Counter-Terrorism Force